# Jeison Suárez
Jeison Alexander Suárez Bocanegra (* 21. März 1991 in Líbano) ist ein kolumbianischer Leichtathlet, der sich auf den Langstreckenlauf spezialisiert hat.

## Sportliche Laufbahn
Jeison Suárez sammelte 2012 erste internationale Wettkampferfahrung. In jenem Jahr gewann er die Silbermedaille im 5000-Meter-Lauf bei den U23-Meisterschaften Kolumbiens. Über diese Distanz trat er im Sommer auch bei den U23-Südamerikameisterschaften an und belegte im Finale den elften Platz. Bis 2016 stieg er auf die Straßenläufe um. Im September stellte er mit 1:04:47 h seine Bestzeit im Halbmarathon auf. 2017 gewann er die Bronzemedaille über 10.000 Meter bei den Kolumbianischen Meisterschaften. 2018 nahm Suárez in Rotterdam an seinem ersten professionellen Marathonlauf teil und erreichte nach 2:18:13 h auf dem 13. Platz das Ziel. Anfang August gewann er die Goldmedaille im Marathon bei den Zentralamerika- und Karibikspielen in seiner Heimat. Im April 2019 steigerte sich Suárez beim Düsseldorf-Marathon auf 2:14:48 h und belegte damit den fünften Platz. Später im Sommer nahm er an den Panamerikanischen Spielen in Lima teil, konnte den Wettkampf allerdings nicht beenden. 2020 trat er zum ersten Mal bei interkontinentalen Meisterschaften an, nachdem er bei den Halbmarathon-Weltmeisterschaften in Polen an den Start ging. Dort kam er allerdings nicht über Platz 105 hinaus. 2010 lief Suárez in Enschede mit 2:10:51 h eine neue Marathonbestzeit. Damit verbesserte er den kolumbianischen Nationalrekord von 2:11:07, den Iván Darío González im Dezember 2020 aufstellte. Zugleich qualifizierte er sich für die Olympischen Sommerspiele in Tokio. Anfang August ging er bei den Spielen an den Start und belegte nach 2:13:29 h den 15. Platz.

## Wichtige Wettbewerbe
| Jahr                  | Veranstaltung                     | Ort                   | Platz                 | Disziplin             | Zeit                  |
| Startet für Kolumbien | Startet für Kolumbien             | Startet für Kolumbien | Startet für Kolumbien | Startet für Kolumbien | Startet für Kolumbien |
| --------------------- | --------------------------------- | --------------------- | --------------------- | --------------------- | --------------------- |
| 2012                  | U23-Südamerikameisterschaften     | São Paulo             | 11.                   | 5000 m                | 15:04,28 min          |
| 2018                  | Zentralamerika- und Karibikspiele | Barranquilla          | 1.                    | Marathon              | 2:29:54 h             |
| 2019                  | Panamerikanische Spiele           | Lima                  |                       | Marathon              | DNF                   |
| 2020                  | Halbmarathon-Weltmeisterschaften  | Gdynia                | 105.                  | Halbmarathon          | 1:05:42 h             |
| 2021                  | Olympische Sommerspiele           | Tokio                 | 15.                   | Marathon              | 2:13:29 h             |

## Persönliche Bestleistungen
Freiluft
- 10.000 m: 30:03,90 min, 11. Juni 2017, Medellín
- Halbmarathon: 1:03:45 h, 24. April 2022, Málaga
- Marathon: 2:10:51 h, 18. April 2021, Enschede, (kolumbianischer Rekord)